# Roberta Torre
Roberta Torre (Milano, 21 settembre 1962) è una regista e sceneggiatrice italiana.

## Biografia
Nata e cresciuta a Milano, dopo aver conseguito la maturità classica presso il Liceo Parini, si laurea in Filosofia presso l'Università Statale di Milano, per poi specializzarsi in drammaturgia alla Scuola d'arte drammatica Paolo Grassi e, successivamente, in regia cinematografica alla Civica Scuola di Cinema Luchino Visconti. Contemporaneamente partecipa al laboratorio collettivo Ipotesi Cinema, fondato da Ermanno Olmi e Paolo Valmarana.
Nel 1990 si trasferisce a Palermo, dove nasce suo figlio, Tommaso. Affascinata dalla città sceglierà di abitarci per circa un decennio, prediligendola di fatto quale ambientazione di molte delle sue opere; nel corso degli anni novanta vi infatti gira i suoi primi cortometraggi: Angelesse (1991), Angeli con la faccia storta (1992), Le anime corte (1992), Il teatro è una bestia nera (1993), Senti amor mio?, La vita a volo d'angelo, videoritratto del cantante Nino D'Angelo (1996), Verginella (1996) - che le fruttano vari premi in festival cinematografici italiani e stranieri e fonda una piccola casa di produzione, la "Anonimi & Indipendenti".
Il grande successo arriva nel 1997 con il suo primo lungometraggio Tano da morire, un musical originale e sorprendente che ironizza sulla mafia e su d'una certa visione della sicilianità, presentato al Festival di Venezia e a cui viene attribuito il premio Luigi De Laurentiis per l'opera prima, e che conquista poi altri premi tra cui due David di Donatello (miglior regista esordiente e migliore musicista a Nino D'Angelo) e tre Nastri d'argento (miglior regista esordiente, migliore musica, migliore attrice non protagonista), un Ciak d'oro per la migliore opera prima.
Nel 2000 realizza Sud Side Stori, ancora un film musicale, ricalcato già a partire dal titolo sulla falsariga del celebre West Side Story, ambientandolo tra gli immigrati africani sbarcati sulle coste della Sicilia. Il film è girato con centinaia di comparse scelte tra varie etnie tra cui marocchini, nigeriani e senegalesi e si avvale di una colonna sonora multietnica creata a più mani dove spiccano tra gli altri, i nomi di Pacifico e Bobo Rondelli. Il film viene presentato alla 57ª Mostra Internazionale d'Arte Cinematografica di Venezia nella sezione "Sogni e visioni".
Nel 2002 presenta il film drammatico Angela alla Quinzaine des Réalisateurs al 55º Festival di Cannes. Il film esce in Francia e in Inghilterra e conquista numerosi premi nei maggiori Festival Internazionali, tra cui il Tokyo International Film Festival e il Sundance Film Festival, successivamente viene candidato a sei Nastri d'argento.
Del 2006 è invece Mare nero, un film noir, la storia inquietante di un uomo alle prese con le sue ossessioni girata nel mondo notturno dei club privé e degli scambi di coppia. Nel 2007 fonda la Rosettafilm con cui produce Itiburtino terzo e La notte quando è morto Pasolini, due docufilm sulle borgate romane. Il primo è un affresco sulla vita e le storie dei giovani del Tiburtino III, storico quartiere di Roma, il secondo è una lunga intervista racconto di Pino Pelosi che ricorda la notte del delitto Pasolini tra passato e presente. I film vengono presentati al Festival internazionale del film di Locarno nella sezione Ici et Ailleurs nell'agosto 2009.
Sempre nel 2007 firma la sceneggiatura di Sicilian Tragedi insieme con Ugo Chiti e Ottavio Cappellani, dall'omonimo libro di Ottavio Cappellani.

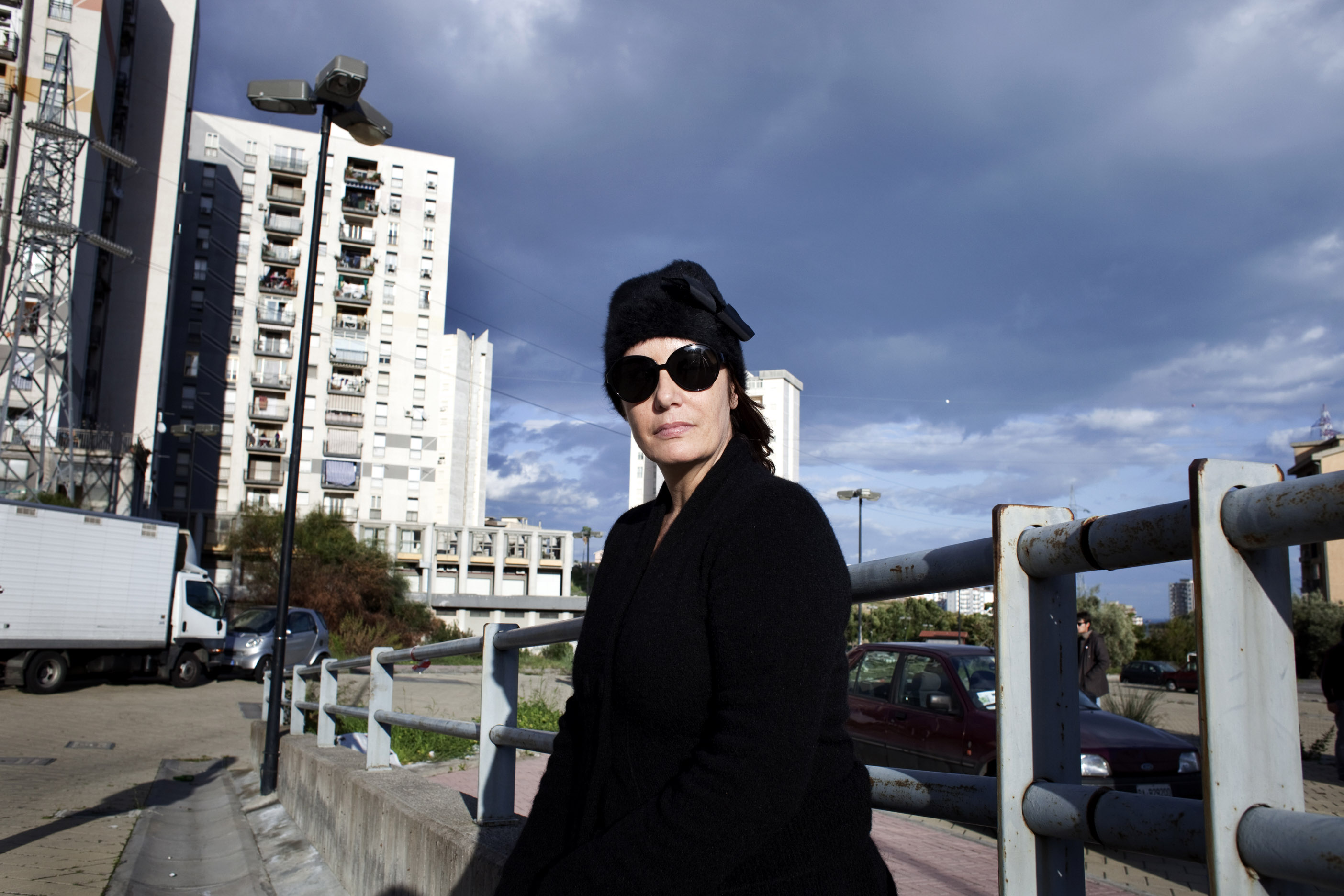
Roberta Torre nel 2009.

Nel 2008 aderisce al progetto collettivo All Human Rights for All in occasione del sessantesimo anniversario della Dichiarazione universale dei diritti umani, realizzando il cortometraggio La fabbrica, che vede come protagonisti dei bambini che si apprestano a nascere.

Del 2010 è il film I baci mai dati, una commedia girata nel quartiere Librino di Catania, di cui è regista e co- produttrice insieme con Nuvola Film e Adriana Chiesa.

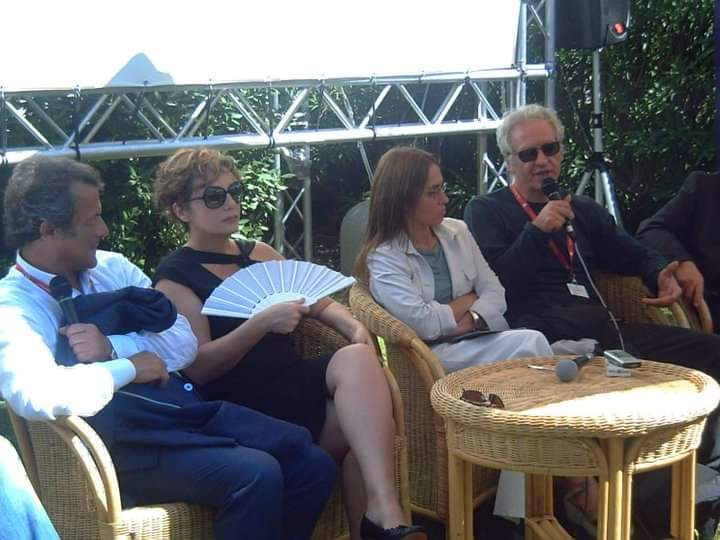
Roberta Torre al festival del cinema di Venezia del 2010

Dalla storia del film nasce l'omonimo romanzo I baci mai dati edito dalla Tartaruga Edizioni.
Nel 2010 firma la regia e la scenografia dell'adattamento teatrale de La ciociara prodotto dal Teatro Bellini di Napoli per cui ottiene una candidatura al Golden Graal come miglior regista.
Nel 2011 lavora alla sceneggiatura di Rose e matematica per un lungometraggio sulla figura e sulla vita di suo nonno, l'ingegnere aeronautico Pier Luigi Torre, inventore della Lambretta, dei motori dell'idrovolante Savoia-Marchetti S.55A della trasvolata atlantica, di un modello avanzato di scatola nera e perfino di una varietà di "rosa blu". Il film non è ancora stato realizzato.
Il 14 maggio 2012 esordisce al Teatro greco di Siracusa con la commedia Gli uccelli di Aristofane, di cui firma la regia, prodotta dall'Istituto Nazionale Dramma Antico, per cui le viene conferito il premio Ombra di Dioniso.
A settembre dello stesso anno esordisce a Taormina con lo spettacolo teatrale Lunaria, dal testo di Vincenzo Consolo di cui cura adattamento teatrale e scene, nell'ambito della Rassegna Taobook, produzione Taormina Arte, interpretato da Franco Scaldati, con canzoni originali di Etta Scollo.
Nell'ottobre 2012 è ancora una volta a Palermo e partecipa alla riapertura dei Cantieri Culturali alla Zisa, presso i quali mette in scena Trash the Dress - Studio per una Medea postmoderna, laboratorio spettacolo sulla figura di Medea.
Nell'aprile 2013 mette in scena Insanamente Riccardo terzo, uno spettacolo rilettura del testo scespiriano, in cui sono in scena pazienti psichiatrici e attori professionisti.
Nello stesso anno insegna al Centro sperimentale di cinematografia a Palermo curando, tra gli altri, un laboratorio sul Gattopardo di Luchino Visconti.
Il 19 febbraio 2014 esordisce con Aida al Teatro Biondo Stabile di Palermo, uno spettacolo di cui firma drammaturgia e regia, rilettura fantastica, en travesti, dell'opera verdiana con il sopranista Ernesto Tomasini nel ruolo della protagonista. Il 9 maggio 2014 la Baldini & Castoldi pubblica il suo secondo romanzo Il colore è una variabile dell'infinito. A giugno 2014 Il colore è una variabile dell'infinito viene messo in scena al Teatro dell'Arte a Milano con la sua regia.
Nel giugno 2016 esce il libro Ipazia e la musica dei pianeti, illustrato da Pia Valentinis per RueBallu Edizioni, una favola per bambini sulla filosofa e astronoma Ipazia.
Nel 2017 esce Riccardo va all'inferno, presentato al 35° Torino Film Festival nella sezione After Hours. Il film esce nelle sale italiane il 27 novembre 2017, distribuito da Medusa Film.
Nel settembre 2021 è sul set con Le Favolose, film documentario mentre a marzo 2022 inizia le riprese del film Mi fanno male i capelli.
Il 14 aprile 2022 esce il romanzo Strana Carne per Fandango Libri.
Dall'1 agosto 2025 è direttore artistico del Teatro Luigi Pirandello di Agrigento.

## Filmografia

### Corti e documentari
- Tempo da buttare (cortometraggio) (1991)
- Hanna Schygulla (cortometraggio) (1992)
- Zia Enza è in partenza (cortometraggio) (1992)
- Sentire in sensi unici - Lavoro collettivo (1993)
- Femmine folli (Barbablù tango, Lady M, La donna dei lupi) (1993)
- Angelesse (documentario) (1994)
- Le anime corte (cortometraggio) (1994)
- Senti amor mio? (cortometraggio) (1994)
- Il cielo sotto Palermo (1995)
- Spioni (documentario) (1995)
- Verginella (mediometraggio) (1995)
- Appunti per un film su Tano (1995)
- Angeli con la faccia storta (1995)
- Palermo bandita (cortometraggio) (1996)
- La vita a volo d'angelo (documentario) (1996)
- Il viaggio lungo di Arul, Rani e Vivetas (docufilm) (2002)
- La malacanzone (docufilm) (2005)
- Itiburtinoterzo (docufilm) (2009)
- La notte quando è morto Pasolini (docufilm) (2009)
- Con occhi diversi (cortometraggio, trailer del Sicilia Queer Filmfest) (2011)

### Lungometraggi
- Tano da morire (1997)
- Sud Side Stori (2000)
- Angela (2002)
- Mare nero (2006)
- I baci mai dati (2011)
- Riccardo va all'inferno (2017)
- Le favolose (2022)
- Mi fanno male i capelli (2023)

### Televisione
- Extravergine - serie TV, 10 episodi (2019-in corso)

## Teatrografia
- La ciociara (2011)
- Gli uccelli (2012)
- Trash the Dress (2013)
- Insanamente Riccardo III (2013)
- Aida (2014)
- Il colore è una variabile dell'infinito (2014)
- Elogio della leggerezza (2015)
- Così è se vi pare (2022)

## Riconoscimenti
- Ciak d'oro

1998 - Migliore opera prima per Tano da morire
2022 - Candidatura a miglior regista per Le favolose
- David di Donatello 1998 – Premio per il miglior regista esordiente per Tano da morire
- Premio Venezia Leone del Futuro Opera Prima "Luigi De Laurentiis" per Tano da Morire
- Nastri d'argento 1998 – Premio come migliore regista esordiente per Tano da morire
- David di Donatello 2002 – Candidatura per il miglior film per Angela
- David di Donatello 2002 – Candidatura per la miglior sceneggiatura per Angela
- Nastri d'argento 2011 – Candidatura per il miglior soggetto per I baci mai dati
- Premio Brian 2010- Mostra Internazionale d'Arte Cinematografica di Venezia per I baci mai dati
- IDFA – Documentary Film Festival Amsterdam 2022- Envision Competition – Best Directing Award “ per Le Favolose
- Outfest 2023 -Grand Jury Prize for Outstanding International Narrative Feature per Le Favolose